# Vattrat stäppfly
Vattrat stäppfly, Actebia fugax, är en fjärilsart som beskrevs av Georg Friedrich Treitschke 1825. Enligt Dyntaxa ingår vattrat stäppfly i släktet Actebia men enligt Catalogue of Life är tillhörigheten istället släktet Parexarnis. Enligt båda källorna tillhör vattrat stäppfly familjen nattflyn, Noctuidae.  Arten är ännu inte påträffad i Sverige, men förekommer i Centraleuropa, bland annat i Ungern och i Frankrike. Ett fynd finns från Bornholm, Danmark. Inga underarter finns listade i Catalogue of Life.